# Solenopsis nitens
Solenopsis nitens é uma espécie de formiga do gênero Solenopsis, pertencente à subfamília Myrmicinae.